# Selkingen
Selkingen (toponimo tedesco) è una frazione del comune svizzero di Goms, nel Canton Vallese (distretto di Goms).

## Storia

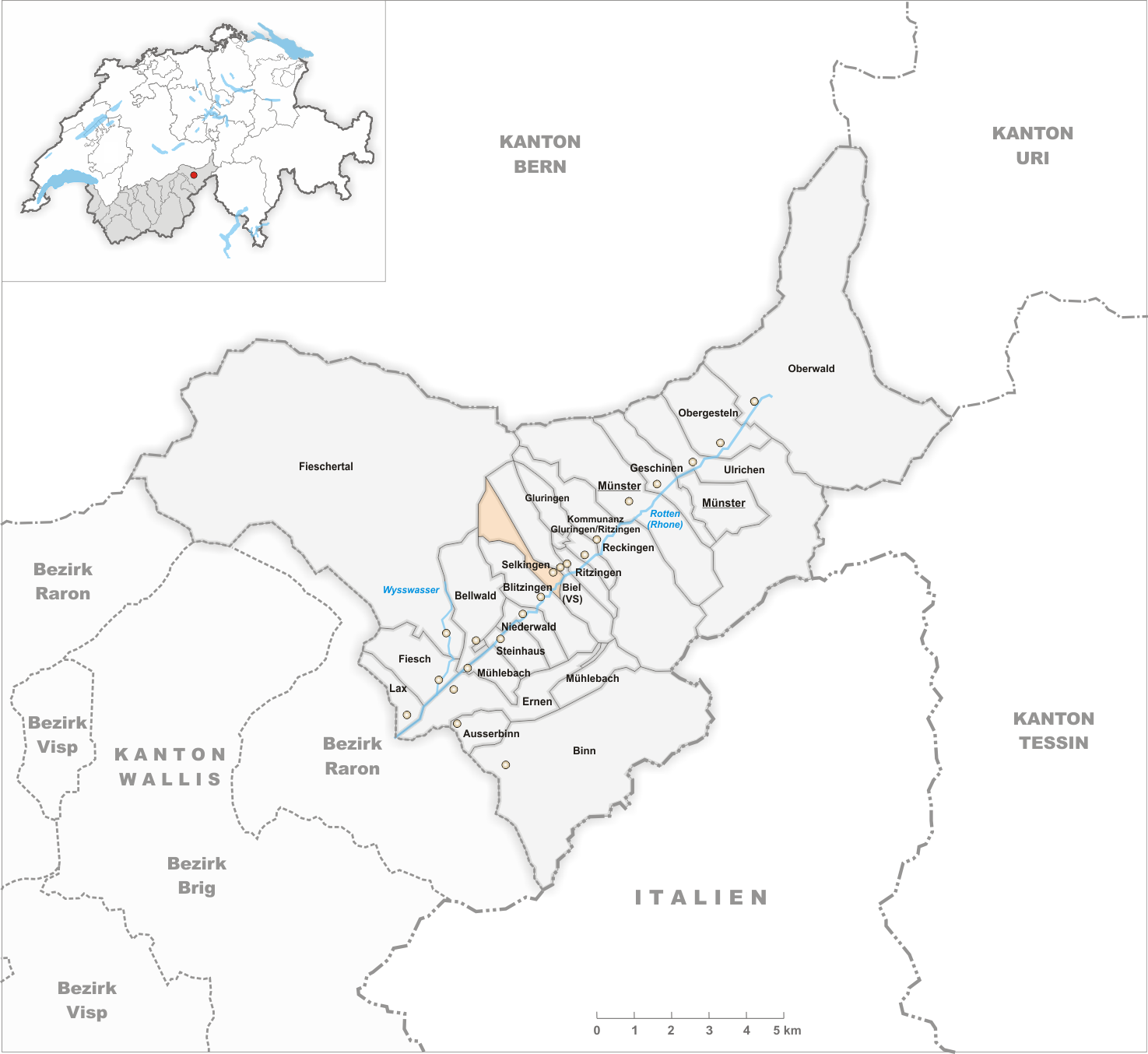
Il territorio del comune di Selkingen prima degli accorpamenti comunali del 2000

Già comune autonomo che comprendeva anche le frazioni di Sechshäusern e Zeit, nel 2000 è stato accorpato agli altri comuni soppressi di Biel e Ritzingen per formare il nuovo comune di Grafschaft, il quale a sua volta nel 2017 è stato accorpato agli altri comuni soppressi di Blitzingen, Münster-Geschinen, Niederwald e Reckingen-Gluringen per formare il nuovo comune di Goms.

## Monumenti e luoghi d'interesse
- Cappella di San Teodulo, eretta nel 1678[1];
- Cappella di Sant'Antonio, eretta nel 1750-1775[1].

## Società

### Evoluzione demografica
L'evoluzione demografica è riportata nella seguente tabella:
Abitanti censiti

## Amministrazione
Ogni famiglia originaria del luogo fa parte del cosiddetto comune patriziale e ha la responsabilità della manutenzione di ogni bene ricadente all'interno dei confini della frazione.